# Código Civil y Comercial de la Nación (Argentina)
El Código Civil y Comercial de la Nación (abreviado usando las siglas CCyC, CCC o CCCN) es el cuerpo legal que reúne las bases del ordenamiento jurídico en materia civil y comercial en la Argentina. Fue redactado por una comisión de juristas designada por decreto 191/2011 y promulgado en octubre de 2014, entrando en vigencia el 1 de agosto de 2015. Reemplazó al Código Civil de 1869, redactado por Dalmacio Vélez Sarsfield, y al Código de Comercio de 1862, redactado por Eduardo Acevedo y Vélez Sarsfield. 
El código contiene 2671 artículos, los que reemplazan a los más de 4500 de los sancionados en 1869, y es a la vida privada lo que la Constitución Nacional es a la pública, según las propias palabras de su ideólogo, el ministro de la Corte Suprema de Justicia, Ricardo Lorenzetti.

## Historia

### Antecedentes

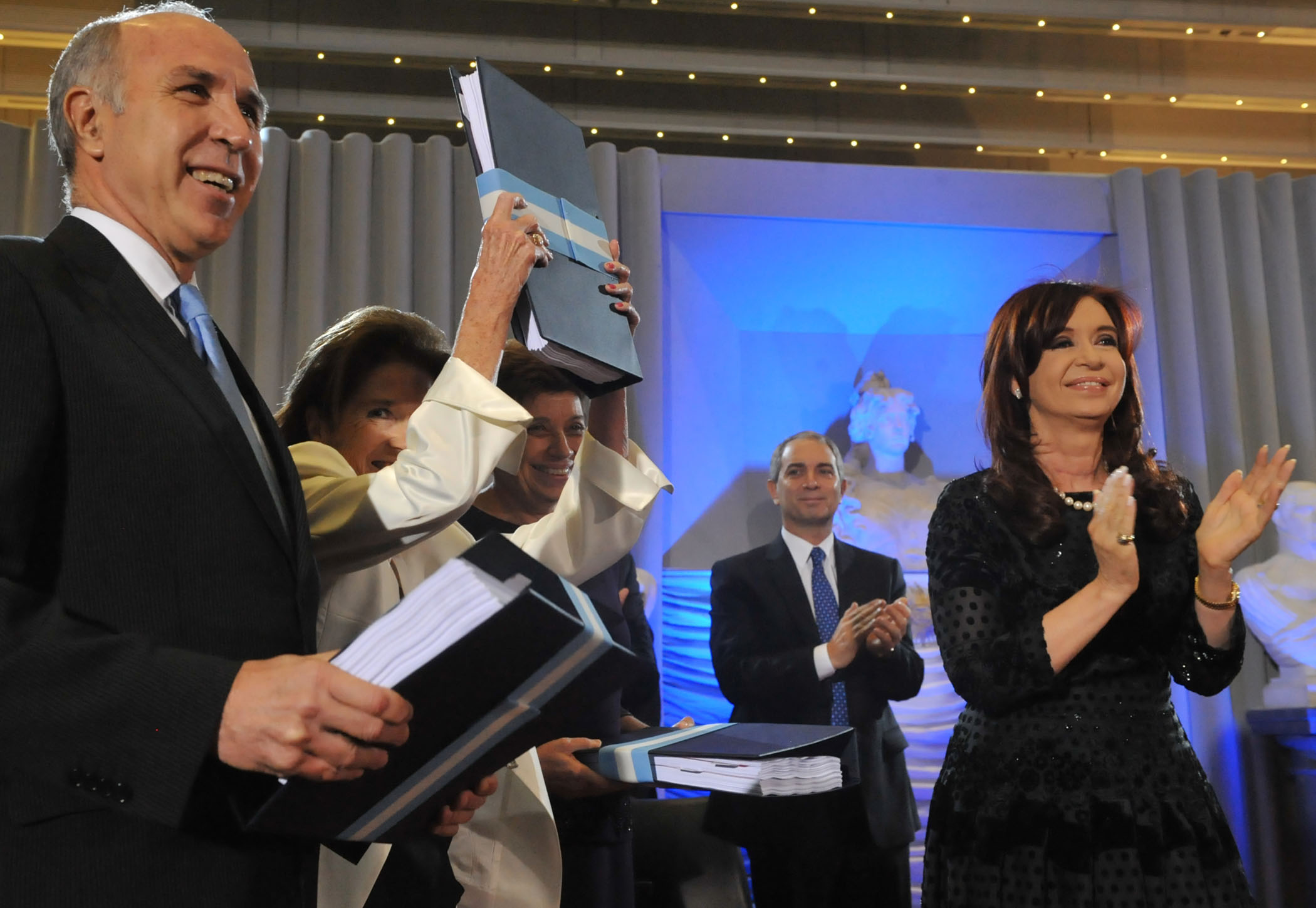
Presentación del anteproyecto de reforma del Código Civil y Comercial de la Nación en 2012.

A principios de 2011, mediante el decreto presidencial 191/2011, se constituyó la «Comisión para la elaboración del proyecto de ley de reforma, actualización y unificación de los Códigos Civil y Comercial de la Nación», integrada por el presidente de la Corte Suprema de la Nación Argentina, Ricardo Lorenzetti, la vicepresidenta de ese cuerpo, Elena Highton de Nolasco, y la exmiembro de la Suprema Corte de Justicia de la provincia de Mendoza Aída Kemelmajer de Carlucci. La comisión recibió propuestas y colaboraciones de numerosos juristas.

### Tratamiento en el congreso
El texto final fue aprobado por el Congreso de la Nación el 1 de octubre de 2014, mediante la ley n.° 26 994, promulgada el 7 de octubre de 2014 y publicada en el Boletín Oficial el 8 de octubre del mismo año. 

### Entrada en vigencia

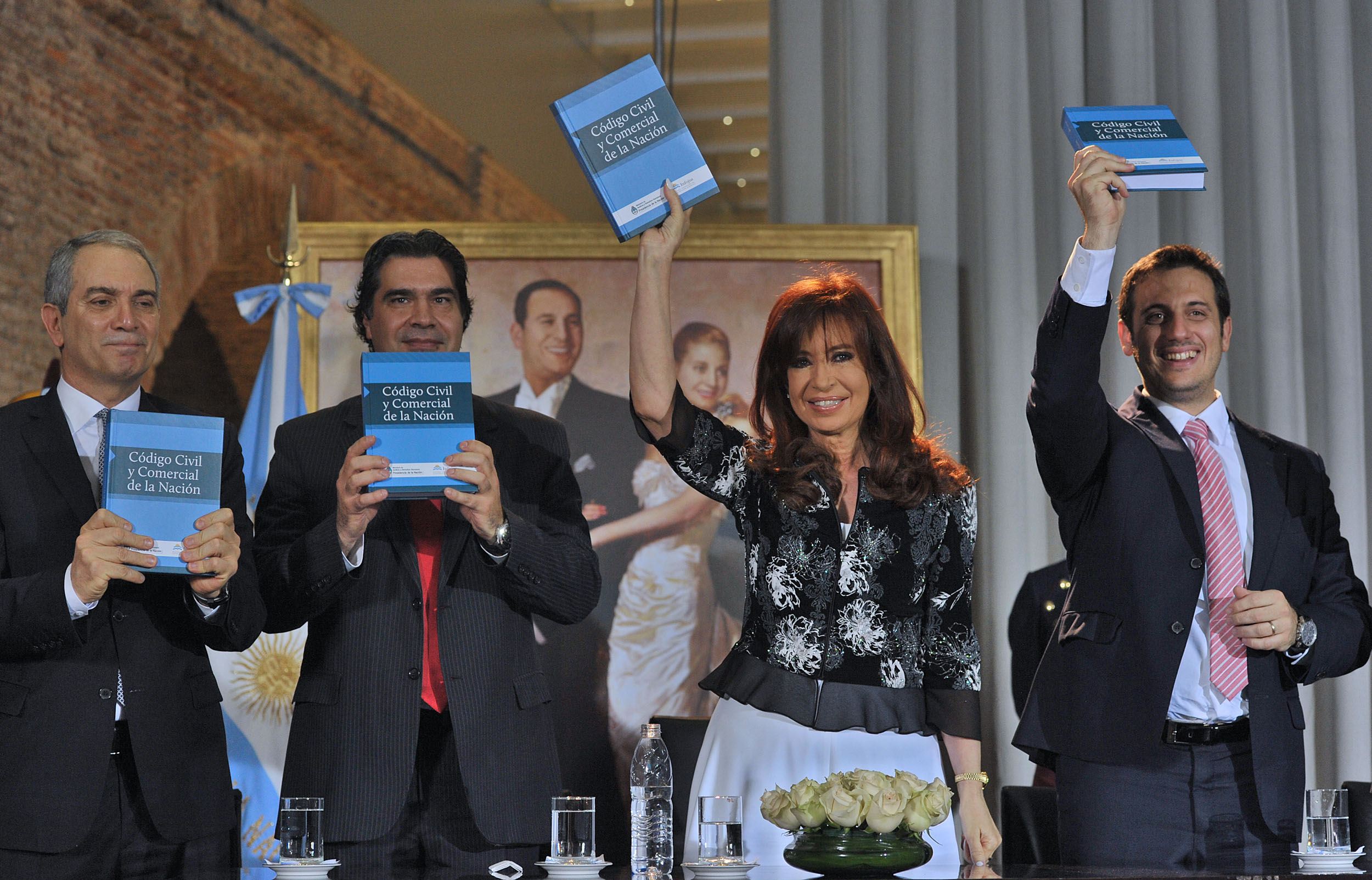
Presentación del Código Civil y Comercial en octubre de 2014.

A inicios de octubre del año 2014 se promulgó el nuevo Código Civil y Comercial Argentino. El mismo entraría en vigencia el 1 de enero de 2016, pero se adelantó por medio de la ley n.° 27 077 (publicada en el B. O. el 19.12.2014) para el 1 de agosto de 2015.
A partir de su entrada en vigencia se produjo un gran debate en la Argentina sobre la aplicación del Código Civil y Comercial de la Nación a las situaciones jurídicas en curso de ejecución y a los procesos en trámite. La Cámara de Apelaciones en lo Civil y Comercial de Trelew publicó un acuerdo plenario en 2015 tendiente a unificar criterios en su jurisdicción en relación con la entrada en vigencia del nuevo ordenamiento. Este acuerdo plenario fue difundido ampliamente en el país, merced a la polémica que generó. Esto desató una disputa entre los sectores que acordaban con la Cámara (como el Dr. Julio César Rivera)  y aquellos a favor de la aplicación inmediata del Código (como Aída Kemelmajer de Carlucci). 

## Principales innovaciones
Los principales cambios que introduce el nuevo Código son:
- Adopción. Se simplifica el régimen y se agiliza el procedimiento estableciendo un plazo máximo de 90 días. Se incorpora el derecho del niño a ser oído, a conocer sus orígenes y a mantener los vínculos fraternos.
- Matrimonio. No realiza distinciones entre hombres y mujeres, manteniendo lo legislado en la Ley de Matrimonio Igualitario. Se otorga la posibilidad de optar entre el régimen de comunidad de ganancias o el de separación de bienes. Los hijos pueden llevar el nombre de alguno de los dos padres o de ambos.
- Unión convivencial. Se incorpora esta figura al Código basada en una relación afectiva y en la convivencia en un mismo hogar
- Divorcio. Se simplifican los trámites estipulados en el Código Civil por la ley de divorcio vincular y se eliminan los plazos mínimos y la necesidad de justificativos
- Responsabilidad parental. Es el nuevo nombre que recibe la "patria potestad" en el nuevo Código. Se considera que las tareas de cuidado que realiza el progenitor a cargo del hijo como un aporte económico a la manutención
- Sucesiones. Se aumenta la porción de la herencia de la que se puede disponer libremente.
- Reproducción humana asistida. Regula estas técnicas en referencia a la necesidad de consentimiento, los requisitos y la equiparación de la filiación con la reproducción natural y la adopción.
- Contratación. Se incorporan formas modernas como los contratos de arbitraje, agencia, concesión, franquicia, suministro, leasing y fideicomiso.
- Defensa del consumidor. Regula el contrato de consumo, así como el deber de trato digno y no discriminatorio y la defensa contra prácticas abusivas.
- Pagos en moneda extranjera. El deudor puede realizarlos en la moneda convenida o realizar la conversión a pesos.

## Estructura
El Código Civil y Comercial está estructurado de la siguiente forma:

### Libro Primero. Parte general
- Título I. Persona humana
- Título II. Persona jurídica
- Título III. Bienes
- Título IV. Hechos y actos jurídicos
- Título V. Transmisión de los derechos

### Libro Segundo. Relaciones de familia
- Título I. Matrimonio
- Título II. Régimen patrimonial del matrimonio
- Título III. Uniones convivenciales
- Título IV. Parentesco
- Título V. Filiación
- Título VI. Adopción
- Título VII. Responsabilidad parental
- Título VIII. Procesos de familia

### Libro Tercero. Derechos personales
- Título I. Obligaciones en general
- Título II. Contratos en general
- Título III. Contratos de consumo
- Título IV. Contratos en particular
- Título V. Otras fuentes de obligaciones

### Libro Cuarto. Derechos reales
- Título I. Disposiciones generales
- Título II. Posesión y tenencia
- Título III. Dominio
- Título IV. Condominio
- Título V. Propiedad horizontal
- Título VI. Conjuntos inmobiliarios
- Título VII. Superficie
- Título VIII. Usufructo
- Título IX. Uso
- Título X. Habitación
- Título XI. Servidumbre
- Título XII. Derechos reales de garantía
- Título XIII. Acciones posesorias y acciones reales

### Libro Quinto. Transmisión de derechos por causa de muerte
- Título I. Sucesiones
- Título II. Aceptación y renuncia de la herencia
- Título III. Cesión de herencia
- Título IV. Petición de herencia
- Título V. Responsabilidad de los herederos y legatarios. Liquidación del pasivo
- Título VI. Estado de indivisión
- Título VII. Proceso sucesorio
- Título VIII. Partición
- Título IX. Sucesiones intestadas
- Título X. Porción legítima
- Título XI. Sucesiones testamentarias

### Libro Sexto. Disposiciones comunes a los Derechos Personales y Reales
- Título I. Prescripción y caducidad
- Título II. Privilegios
- Título III. Derecho de retención
- Título IV. Disposiciones de derecho internacional privado

## Críticas
El jurista Héctor Negri sostiene que si bien todavía era prematuro hacer una valoración más profunda, su opinión era contraria a la metodología utilizada de sustitución total del texto anterior por estimar que en tal forma se perdía gran parte de la experiencia acumulada sobre la interpretación y aplicación del texto anterior y consideró que hubiera sido preferible una actualización del texto tal como la que en su momento se realizara por impulso de Guillermo Borda.
Marcelo López Mesa opina que este Código no consigue conformar un sistema coherente y completo en materia de responsabilidad civil